# Clāvis -鍵-
「Clāvis -鍵-」（クラーヴィス かぎ）は、工藤静香の通算39枚目のシングル。2006年9月6日発売。発売元はポニーキャニオン。

## 解説
日本テレビ系『ドラマコンプレックス』挿入歌（2006年7月〜9月）。「Clāvis」はラテン語で「鍵」の意味。
1998年の「雪・月・花」以来の中島みゆきからの提供曲。レコーディングに中島も立会い、工藤が本作を「みゆきワールドですね」と中島に言ったところ、「これはあなたにあげたのだからあなたの世界よ」と中島は答えた。中島も同年11月22日発売アルバム『ララバイSINGER』で、同曲をセルフカバーした。

## 収録曲
1. Clāvis -鍵- （5:57）
  - 作詞・作曲：中島みゆき　編曲：瀬尾一三
2. Powder snow （4:59）
  - 作詞：愛絵理　作曲・編曲：Jin Nakamura
3. Clāvis -鍵- （less vocal）

## 収録アルバム
- Clavis  -鍵 -
  - オリジナルアルバム未収録
  - Shizuka Kudo 20th Anniversary the Best
  - MY PRECIOUS -Shizuka sings songs of Miyuki-
- Powder snow
  - 20th Anniversary B-side collection